# Bas (poeta dramàtic)
Bas, en llatí Bassus, fou un poeta dramàtic romà contemporani de Marc Valeri Marcial.
Va ser el tema d'un epigrama enginyós, en el que Marcial li recomanava eludir temes com Medea, Tiestes, Níobe, la sort de Troia, i que es dediqués a parlar de Faetont o de Deucalió, és a dir, del foc o de l'aigua. De la vida d'aquest personatge no se'n sap res però el seu nom apareix sovint a diversos epigrames de Marcial.